# Floscopa elegans
Floscopa elegans är en himmelsblomsväxtart som beskrevs av Huber. Floscopa elegans ingår i släktet Floscopa och familjen himmelsblomsväxter. Inga underarter finns listade.